# براندي بريتون
براندي بريتون (بالإنجليزية: Brandi Britton)‏ هي عالمة اجتماع أمريكية، ولدت في 8 أغسطس 1963، وتوفيت في 30 يناير 2007 في ماريلند في الولايات المتحدة.